# Ёлки (серия фильмов)
«Ёлки» — российская новогодняя комедийная кинофраншиза, фильмы которой, в большинстве, созданы для кинотеатрального проката. К концу 2025 года киносерия будет включать в себя двенадцать основных фильмов: «Ёлки» (2010), «Ёлки 2» (2011), «Ёлки 3» (2013), «Ёлки 1914» (2014), «Ёлки 5» (2016), «Ёлки новые» (2017), «Ёлки последние» (2018), «Ёлки 8» (2021), «Ёлки 9» (2022), «Ёлки 10» (2023), «Ёлки 11» (2024) и «Ёлки 12» (2025), а также один спин-офф «Ёлки лохматые» (2015). У первых семи фильмов продюсером выступал Тимур Бекмамбетов, а режиссёров было у каждого фильма много, а именно на каждую новеллу. «Ёлки 8» вышли в ограниченном прокате в кинотеатрах 16 декабря, но 30 декабря вышли на сервисе ivi. Главные роли в каждом фильме, кроме последних трёх фильмов и спин-оффа, исполняли Иван Ургант и Сергей Светлаков, которые играли Борю и Женю. В «Ёлках лохматых» главную роль играли собаки Йоко и Пират, в 9-й части — Фёдор Добронравов и Евгений Кулик, в 10-й — Елена Валюшкина и Галина Польских, в 11-й — Бурак Озчивит и Рузиль Минекаев, а в 12-й — Борис Дергачёв и Ольга Картункова.
Успех «Ёлок» привёл к появлению более десяти сиквелов, а все одиннадцать фильмов вместе собрали более 8 миллиардов рублей по всему миру в кассовых сборах. Во франшизе также были выпущены различные сборники рассказов, дополнительные новеллизации, основанные на сиквелах, целый ТВ-канал и игры в Вконтакте.
Фильмы были популярны у критиков, когда они были только выпущены, но если первые три фильма и одиннадцатый получили высокие кассовые сборы и в основном положительные отзывы, то остальные части получали смешанный или негативный приём.

## Фильмы
| Фильм          | Дата выхода     | Режиссёр(ы) | Сценарист(ы) | История от | Продюсер(ы) |
| -------------- | --------------- | --- | --- | --- | --- |
| Ёлки           | 13 декабря 2010 | Тимур Бекмамбетов Александр Войтинский Дмитрий Киселёв Александр Андрющенко Ярослав Чеважевский Игнас Йонинас                      | Тимур Бекмамбетов | Тимур Бекмамбетов | Тимур Бекмамбетов |
| Ёлки 2         | 15 декабря 2011 | Дмитрий Киселёв Александр Баранов Александр Котт Леван Габриадзе                                                                   | Тимур Бекмамбетов Ольга Харина Анна Матисон Роман Непомнящий                                                                                                | Тимур Бекмамбетов Ольга Харина Анна Матисон Роман Непомнящий                                                                                                 | Тимур Бекмамбетов Ива Стромилова |
| Ёлки 3         | 26 декабря 2013 | Ольга Харина Дмитрий Киселёв Леван Габриадзе Екатерина Телегина Александр Котт Александр Карпиловский Антон Мегердичев Заур Засеев | Ольга Харина Анна Матисон | Ольга Харина Анна Матисон | Тимур Бекмамбетов Ива Стромилова Ольга Харина                                                                                         |
| Ёлки 1914      | 14 декабря 2014 | Тимур Бекмамбетов Дмитрий Киселёв Александр Котт Юрий Быков Александр Карпиловский Екатерина Телегина Андрей Кавун Заур Засеев     | Ольга Харина Илья Цофин Анна МатисонАлеся Казанцева Олег Маловичко Сахар 1кг (Игорь Меерсон Константин Бушманов Сергей Арефьев Сергей Сысоев) Тимур Эзугбая | Ольга Харина Илья Цофин Анна Матисон Алеся Казанцева Олег Маловичко Сахар 1кг (Игорь Меерсон Константин Бушманов Сергей Арефьев Сергей Сысоев) Тимур Эзугбая | Тимур Бекмамбетов Сергей Агеев Ольга Харина                                                                                           |
| Ёлки лохматые  | 29 января 2015  | Максим Свешников | Вадим Свешников Максим Свешников | Вадим Свешников Максим Свешников | Тимур Бекмамбетов Евгения Аронова |
| Ёлки 5         | 22 декабря 2016 | Тимур Бекмамбетов Александр Котт Вадим Перельман Индар Джендубаев Андрей Шавкеро Мария Лихачёва Роман Непомнящий                   | Роман Непомнящий Дмитрий Пинчуков Вадим Селезнёв Григорий Шатохин Андрей Шавкеро Максим Свешников Вадим Свешников Роман Кантор Ярослава Пулинович           | Роман Непомнящий Дмитрий Пинчуков Вадим Селезнёв Григорий Шатохин Андрей Шавкеро Максим Свешников Вадим Свешников Роман Кантор Ярослава Пулинович            | Тимур Бекмамбетов Ива Стромилова |
| Ёлки новые     | 21 декабря 2017 | Жора Крыжовников Дмитрий Киселёв Александр Карпиловский Алексей Нужный                                                             | Жора Крыжовников Алексей Казаков Антон Богданов Михаил Шулетьев Юлия Гулян Дмитрий Литвиненко Егор Чичканов Иван Петухов Артур Пинхасов                     | Жора Крыжовников Алексей Казаков Антон Богданов Михаил Шулетьев Юлия Гулян Дмитрий Литвиненко Егор Чичканов Иван Петухов Артур Пинхасов                      | Тимур Бекмамбетов Галина Стрижевская Жора Крыжовников (креат.) Сергей Бирюков (исп.) Мария Затуловская (исп.)                         |
| Ёлки последние | 27 декабря 2018 | Тимур Бекмамбетов Егор Баранов Анна Пармас Александр Котт Николай Булыгин Максим Полинский                                         | Жора Крыжовников Юлия Гулян Евгения Хрипкова Иван Петухов Дмитрий Литвиненко Егор Чичканов Роман Непомнящий                                                 | Жора Крыжовников Юлия Гулян Евгения Хрипкова Иван Петухов Дмитрий Литвиненко Егор Чичканов Роман Непомнящий                                                  | Тимур Бекмамбетов Галина Стрижевская Сергей Бирюков (исп.) Екатерина Олейникова (лин.)                                                |
| Ёлки 8         | 16 декабря 2021 | Александра Лупашко Варвара Маценова Антон Богданов Яков Юровицкий Василий Зоркий                                                   | Евгений Кулик Дмитрий Балуев Иван Петухов Михаил Шулятьев Михаил Артемьев Алексей Южаков Василий Зоркий Полина Веденяпина                                   | Евгений Кулик Дмитрий Балуев Иван Петухов Михаил Шулятьев Михаил Артемьев Алексей Южаков Василий Зоркий Полина Веденяпина                                    | Олег Туманов Антон Богданов Вадим Соколовский Илья Бурец Тимур Асадов Лала Рустамова Михаил Чечельницкий Василий Балашов Яна Лебедева |
| Ёлки 9         | 1 декабря 2022  | Александра Лупашко Сергей Наумов                                                                                                   | Евгений Кулик Дмитрий Балуев | Алексей Ашарин Виктория Сорокина Анастасия Ищенко Ада Разумова Анна Шаронова Мария Заикина Денис Бауэр                                                       | Евгений Кулик Ара Хачатрян Мария Затуловская Александр Наумов (II) Лала Рустамова Тимур Асадов Александр Пиковский                    |
| Ёлки 10        | 7 декабря 2023  | Александра Лупашко Сергей Наумов                                                                                                   | Евгений Кулик (креативный продюсер) Ара Хачатрян Александр Пиковский                                                                                        | Евгений Кулик Дмитрий Балуев | Евгений Кулик (креатив), Ара Хачатрян, Мария Затуловская, Александр Наумов, Лала Рустамова, Тимур Асадов                              |
| Ёлки 11        | 19 декабря 2024 | Александр Карпиловский Александр Котт Сергей Трофимов                                                                              | Пётр Внуков | Пётр Внуков | Лала Рустамова, Тимур Асадов, Ара Хачатрян, Мария Затуловская, Галина Стрижевская, Пётр Внуков                                        |
| Ёлки 12        | 18 декабря 2025 | Ольга Долматовская, Андрей Силкин, Борис Дергачев, Юрий Коробейников                                                               | Жора Крыжовников, Пётр Внуков | Жора Крыжовников, Пётр Внуков | Тимур Асадов, Ара Хачатрян, Мария Затуловская, Дмитрий Пачулия, Дарья Перуновская, Жора Крыжовников                                   |

### Ёлки (2010)
Новогодняя комедия состоит из 8 необыкновенных историй, случающихся 31 декабря в 11 российских городах: Калининград, Казань, Пермь, Уфа, Бавлы, Екатеринбург, Красноярск, Якутск, Новосибирск, Санкт-Петербург и Москва. Герои фильма — таксист и поп-певица, бизнесмен и актёр, сноубордист и лыжник, студент и пенсионерка, пожарный и директриса, вор и милиционер, гастарбайтер и Президент России. Все они оказываются в самый канун Нового года в очень непростой ситуации, выйти из которой им поможет только чудо… или Теория шести рукопожатий, согласно которой каждый человек на земле знает другого через шесть знакомых.

### Ёлки 2 (2011)
Незадолго до Нового года Боря теряет память, и единственной зацепкой, которая может помочь, является надпись «З. Г.», которую он обнаруживает на руке. В это же время капитан полиции пытается решить проблемы личного характера и разлучить родную дочь и её молодого человека, два экстремала и их любимая бабушка из подъезда снова готовятся к членовредительским подвигам, а Вера Брежнева опять сводит с ума сильную половину человечества, а конкретно — рядового Бондарева, бывшего таксиста.

### Ёлки 3 (2013)
…C тех пор, как мы не виделись, прошло два года. Два года, наполненные большими и маленькими событиями для наших любимых героев: кто-то родился, кто-то женился, кто-то развёлся, а кто-то попал в армию. Но праздничная ночь встречи Нового 2014 года чудесным образом вновь объединит их судьбы. Объединит в соответствии с «теорией бумеранга», согласно которой добрые дела всё время возвращаются к тому, кто их делает. На этот раз бумеранг добра пролетит не только по карте России, но и выйдет за её пределы. Помимо Москвы, Питера, Перми, Самары, Екатеринбурга, Новосибирска мы попадём и на остров Ратманова в Беринговом проливе, где людям в Новый год холодно так же, как и собакам. И в Лондон, где собаки попытаются найти простое счастье, так похожее на человеческое. И даже в Нью-Йорк, в котором тоже есть своя маленькая Россия со своим русским Новым годом…

### Ёлки 1914 (2014)
100 лет назад, Российская империя… Канун Рождества.
Декабрьские пробки, праздничные гулянья, роскошные балы и скромные праздники, титулованные дворяне и обычные крестьяне, царская семья и солдаты первой мировой войны, прогрессивные поэты и первые фигуристы — все было по-другому, за исключением … праздника.
Люди готовились, жили, верили, мечтали и ждали настоящего чуда — Рождества!

### Ёлки лохматые (2015)
Продолжение самой трогательной новеллы комедии «Ёлки 3» про влюблённых друг в друга собак — чистопородного спаниеля Йоко и дворнягу Пирата. Наконец, они счастливы вместе… но их жизнь в хозяйском доме омрачает появление второго ребёнка. Теперь не только для Настиных родителей, но и для самой девочки они отходят на второй план: питомцев близко не подпускают к малышу, указывая на их скромное место. А в довершение всего, хозяева оставляют Пирата и Йоко в отеле для собак, а сами уезжают в Питер в канун Нового года. Не выдержав такого отношения, животные сбегают домой, где наконец можно почувствовать себя человеком — есть сколько угодно, играть без устали и спать на хозяйской кровати. Но райский отдых влюблённых прерывают два незадачливых воришки, которых ждёт нечеловеческий приём…

### Ёлки 5 (2016)
В новый год с 2015 на 2016 любимые герои «Ёлок» всё так же делают глупости и надеются на чудо.
Боре нужно как-то восстановить семейное счастье, и ради этого он готов украсть у лучшего друга Жени пингвина. Лыжник и Сноубордист, так и не повзрослевшие, устраивают сумасшедшую погоню за ёлкой. Баба Маня осваивает интернет в надежде найти старую любовь. Профессор из Екатеринбурга остепенился, но теперь сам сходит с ума от ревности. На далёком Севере инженер по технике безопасности должен рискнуть и, наконец, признаться в любви. Ну, а пингвину просто очень нужно сесть на яйцо…

### Ёлки новые (2017)
В декабре 2017 будет жарко! Дружба Жени и Бори едва не сгорит в огне семейного скандала; глубоко беременная Снегурочка отправится в Одиссею по нижегородским семьям; отчаянная Галя из Новосибирска пойдёт на всё, чтобы провести ночь с любимым врачом; экстремальный поход в лес за ёлкой станет проверкой на прочность для юного хипстера из Тюмени и его потенциального отчима.
Новые и хорошо знакомые герои «Ёлок» влюбляются, ссорятся и мирятся, совершают геройские поступки и попадают впросак, лишь бы найти на Новый год настоящую родственную душу, как один смелый мальчик из Хабаровска, сбежавший в поисках новой мамы в Москву. И помочь им может только чудо… или вся страна!

### Ёлки последние (2018)
В киноальманах войдёт пять новогодних историй. В новелле «Сосны» миллениал поможет своему брутальному отчиму дяде Юре сделать предложение руки и сердца. В «Братьях» неразлучные друзья Боря и Женя вновь окажутся на грани расставания, потому что Женя собирается вернуться в Якутск. Лыжник и сноубордист перевернут весь город ради улыбки одной красавицы в новелле «Ресторан быстрого знакомства». «Вокзал на троих» расскажет историю о простой девушке из Воронежа, отправившейся в погоню за своим счастьем — столичным актёром Комаровским, а в новелле «Вредный дедушка» Снегурочка поедет спасать одинокого, но очень ворчливого дедушку.

### Ёлки 8 (2021)
В Саранске Женя устроит настоящий праздник, чтобы вывести из уныния друга Бориса, и ему не помешает лежащий без чувств Дед Мороз. В Тюмени Юля сделает всё для того, чтобы открытие термального сезона состоялось, и её планам не помешает скверный характер приглашённой звезды.

### Ёлки 9 (2022)
За считанные часы до праздника все с замиранием сердца надеются на чудо. Вся деревня Глухарево готовится с размахом встречать зарубежную кинозвезду. В Тюмени домохозяйке и будущей блогерше необходимо выиграть пари с мужем. В Екатеринбурге влюблённый ролевик разрывается между семейным счастьем и эпическими приключениями. В Санкт-Петербурге девушка вместе с долгожданным предложением руки и сердца узнаёт, что её жених был мошенником. Как всегда, судьбы героев неожиданно переплетутся и каждому достанется своя частичка новогоднего волшебства.

### Ёлки 10 (2023)
В новогоднюю ночь всегда есть место чуду, даже если ты вдруг перестал в него верить. Геннадьич, коротающий свой век в доме престарелых под Санкт-Петербургом, обретёт свою настоящую семью. Начинающей блогерше Ларисе из Тюмени предстоит узнать, на что ради своих близких готов решиться её супруг. Марине из Татарстана — научиться любить то, что действительно важно для её мужа. А девушка-геймерша по имени Таня из Нижнего Новгорода поймёт, что настоящая любовь — это совсем не игра. Ведь в самую волшебную ночь года каждый имеет шанс обрести своё персональное счастье.

Выход фильма «Ёлки 10» состоялся 7 декабря 2023 года и в нём принял участие Филипп Киркоров, который ранее сообщал о своих планах.
«Мы с семьей пришли на любимый новогодний кинофильм. Видите, вырядился как клоун. Уверен, что в наступающем году выйдут „Ёлки 10“. Я сыграю, увидите!», — заявил Филипп Киркоров.

### Ёлки 11 (2024)
Основные события разворачиваются в Альметьевске накануне Нового года. Главной героиней станет молодая девушка, мечтающая встретить своего мужчину мечты — турецкого актёра Бурака Озчивита. В этой новелле также появится злая мачеха и доброжелательный парень по имени Дамир. Одним из героев станет дядя Юра, ныне охранник из элитного посёлка, который живёт со своим минипигом по имени Костя и ненавидит Новый год. Ему, как и другим персонажам, предстоит осознать нечто важное и сделать правильный выбор, чтобы вступить в Новый год с новыми надеждами.
Кинокомпания Bazelevs Тимура Бекмамбетова разрабатывает новую, одиннадцатую часть новогодней франшизы «Ёлки». Об этом в среду, 15 мая, сообщил телеграм-канал «Новости кинопроизводства». РБК Life направил запрос в пресс-службу кинокомпании. «Стабильная стабильность. Вы можете перестать резать оливье на Новый год (если режете), но в декабре в прокате все равно будут „Ёлки“», — говорится в публикации. По мнению инсайдеров, новая картина может стать очередной перезагрузкой франшизы. Одним из авторов сценария выступит Пётр Внуков.

### Ёлки 12 (2025)
В канун Нового года девятилетний Ваня из Кирова, узнав о расставании родителей, отправляется в Великий Устюг, чтобы попросить Деда Мороза о чуде.
Генеральный директор кинокомпании «Базелевс» Тимур Асадов также сообщал, что уже сейчас идёт работа над следующей частью франшизы. Одна из новелл может снова случиться в Альметьевске, а значит, знамя «Татнефти» вновь украсит открывающие титры «Ёлок». Галина Стрижевская, продюсер нескольких частей серии, заявила, что если продолжать в том же направлении, то «Ёлки» могут ещё прожить две-три части.

## В ролях

### Ёлки (2010)
| Актёр                       | Роль                                                              |
| --------------------------- | ----------------------------------------------------------------- |
| Андрей Кислицин             | «Снегурочка»-грабитель                                            |
| Ирина Чипиженко             | бабушка в салоне связи «Евросеть»                                 |
| Мария Порошина              | Юлия Михайловна                                                   |
| Александр Арсентьев         | Роман неверный жених Юлии                                         |
| Александра Фатхи            | соперница Юлии                                                    |
| Дато Бахтадзе               | шофёр пожарной машины, подвёзший Юлию                             |
| Ольга Тумайкина             | подруга Юлии, жена Петра                                          |
| Галина Данилова             | подруга Юлии, астролог                                            |
| Олег Филипчик               | Пётр алкоголик                                                    |
| Сергей Друзьяк              | Миша «парень с Кубы», студент Казанского университета, детдомовец |
| Кристина Асмус              | Лена «девушка из Швейцарии», работающая в прокате коньков         |
| Александр Головин           | Димон сноубордист                                                 |
| Александр Домогаров-младший | Григорий Земляникин лыжник                                        |
| Галина Стаханова            | баба Маня                                                         |
| Никита Тарасов              | доктор                                                            |
| Виктор Вержбицкий           | Игорь сотрудник аппарата Президента                               |
| Константин Хабенский        | голос за кадром                                                   |

| Актёр               | Роль                                                 |
| ------------------- | ---------------------------------------------------- |
| Алина Булынко       | Варя детдомовская девочка                            |
| Сергей Походаев     | Вова друг Вари, воспитанник детского дома            |
| Павел Меленчук      | Юра воспитанник детского дома                        |
| Баймурат Аллабериев | Юсуф сторож детдома                                  |
| Адылбек Атыхаев     | Адыл дворник с красной площади, друг Юсуфа           |
| Маргарита Шубина    | директор детского дома                               |
| Иван Ургант         | Борис бизнесмен                                      |
| Сергей Светлаков    | Евгений актёр Якутского театра                       |
| Елена Плаксина      | Оля девушка Бориса                                   |
| Ирина Архипова      | Оля-2 возлюбленная Евгения                           |
| Никита Пресняков    | таксист Паша Бондарев                                |
| Дмитрий Малашенко   | пассажир такси                                       |
| Вера Брежнева       | камео                                                |
| Борис Хвошнянский   | Фёдор продюсер Веры Брежневой                        |
| Сергей Гармаш       | капитан милиции Валерий Петрович Синицын             |
| Артур Смольянинов   | вор Лёха Зайцев                                      |
| Екатерина Вилкова   | Алина девушка Лёхи, менеджер салона связи «Евросеть» |
| Юрий Мосейчук       | «Дед Мороз»-грабитель                                |

### Ёлки 2 (2011)
| Актёр                   | Роль |
| ----------------------- | --- |
| Иван Ургант             | Борис Аркадьевич Воробьёв лучший друг Евгения, племянник Земляникина.                                             |
| Сергей Светлаков        | Евгений лучший друг Бориса                                                                                        |
| Елена Плаксина          | Оля Кравчук невеста Бориса                                                                                        |
| Алексей Петренко        | Григорий Павлович Земляникин пилот, возлюбленный Юлии Снегирёвой                                                  |
| Ирина Алфёрова          | Юлия Снегирёва возлюбленная Земляникина и Воробьёва                                                               |
| Виктор Вержбицкий       | Игорь Борисович Воробьёв двоюродный брат Земляникина, депутат                                                     |
| Владимир Меньшов        | Валерий Михайлович Гаврилов рядовой сотрудник авиации                                                             |
| Галина Коньшина         | мама Оли |
| Никита Пресняков        | Паша Бондарев рядовой Президентского полка                                                                        |
| Пётр Фёдоров            | Николай Кравчук папа Насти и брат Оли                                                                             |
| Анна Чиповская          | Елена Кравчук мама Насти                                                                                          |
| Валерия Стреляева       | Анастасия Кравчук дочь Николая и Лены                                                                             |
| Александр Головин       | Димон Фоменко сноубордист, дядя Насти                                                                             |
| Александр Домогаров-мл. | Гриша Земляникин лыжник                                                                                           |
| Галина Стаханова        | баба Маня бабушка Олеси                                                                                           |
| Анна Хилькевич          | Олеся внучка бабы Мани, возлюбленная Димона                                                                       |
| Алёна Константинова     | Алёна Снегирёва дочь капитана Снегирёва                                                                           |
| Изнаур Орцуев           | Аслан Мовсаров парень Алёны                                                                                       |
| Сергей Безруков         | Владимир Григорьевич Снегирёв, капитан милиции, отец Алёны, внебрачный сын Юлии Снегирёвой и Григория Земляникина |
| Карэн Бадалов           | Ибрагим Мовсаров отец Аслана                                                                                      |
| Павел Баршак            | Ерхов второй пилот самолёта                                                                                       |
| Гоша Куценко            | Андрей Николаевич профессор, человек в костюме «Горыныча»                                                         |
| Александр Робак         | Коровин старший лейтенант, напарник Снегирёва                                                                     |
| Арно ле Гланник         | Франсуа несостоявшийся муж Оли Кравчук                                                                            |
| Ирина Архипова          | Оля жена Евгения                                                                                                  |
| Вера Брежнева           | камео |
| Инга Оболдина           | тётя Катя подруга мамы Насти                                                                                      |
| Роман Мадянов           | сотрудник ГИБДД                                                                                                   |
| Екатерина Лапина        | кассир в супермаркете                                                                                             |
| Константин Хабенский    | голос за кадром                                                                                                   |

### Ёлки 3 (2013)
| Актёр                   | Роль                                                             |
| ----------------------- | ---------------------------------------------------------------- |
| Иван Ургант             | успешный бизнесмен Борис Евгеньевич Воробьёв лучший друг Евгения |
| Сергей Светлаков        | Евгений лучший друг Бориса                                       |
| Пётр Фёдоров            | Николай Кравчук папа Насти                                       |
| Анна Чиповская          | Елена Кравчук мама Насти                                         |
| Айса Энимал Арт         | Пират                                                            |
| Фемми Фатале            | Йоко                                                             |
| Валерия Стреляева       | Настя Кравчук                                                    |
| Вера Строкова           | создатель группы «Бумеранг добра» Вика                           |
| Валентин Гафт           | Николай Петрович одинокий пенсионер                              |
| Антон Богданов          | врач-травматолог Денис Юрьевич                                   |
| Мария Луговая           | Маша возлюбленная Дениса                                         |
| Александр Головин       | сноубордист Димон Фоменко дядя Насти                             |
| Александр Домогаров-мл. | лыжник Григорий Земляникин                                       |
| Галина Стаханова        | баба Маня                                                        |
| Анна Хилькевич          | Олеся внучка бабы Мани, возлюбленная Димона                      |
| Гоша Куценко            | профессор Андрей Николаевич                                      |
| Мария Шукшина           | Наташа жена Андрея Николаевича                                   |
| Александр Робак         | Александр Коровин друг Андрея Николаевича                        |
| Ксения Громова          | Галина жена Коровина, дочь Константина Львовича                  |
| Татьяна Догилева        | главврач психиатрической больницы Марта Петровна                 |
| Елена Плаксина          | Оля жена Бориса                                                  |
| Ирина Архипова          | Оля жена Евгения                                                 |
| Иван Ивашкин            | Саша парень Вики                                                 |
| Максим Костромыкин      | старший сержант полиции Миша Колесников друг Дениса              |
| Игорь Савочкин          | работник автосалона Алексей Колесников отец Миши                 |
| Александр Петров        | Славик друг Дениса                                               |
| Александр Ильин         | военком Константин Львович                                       |
| Ольга Чиповская         | бабушка Насти                                                    |
| Тамара Спиричева        | Анджела Павловна соседка Николая Петровича                       |
| Мария Добржинская       | Светлана                                                         |
| Александр Шатохин       | Игорь                                                            |
| Баймурат Аллабердиев    | Юсуф                                                             |
| Адылбек Атыхаев         | Ибрагим                                                          |
| Татьяна Городецкая      | мать Миши                                                        |
| Лейла Абу-аль-Кишек     | Айгюль жена Миши                                                 |
| Юрий Устюгов            | беспокойный пассажир в автобусе/его брат в самолёте              |
| Олег Акулич             | водитель автобуса                                                |
| Марианна Шульц          | Людмила женщина у банкомата                                      |
| Максим Литовченко       | муж Людмилы                                                      |
| Екатерина Вилкова       | угонщик Алина                                                    |
| Олег Майборода          | менеджер в автосалоне                                            |
| Игорь Лях               | Дед Мороз в КПЗ                                                  |
| Андрюс Паулавичюс       | Моррисон хозяин собаки в Лондоне                                 |
| Демид Панаетов          | Борис сын Бориса                                                 |
| Иван Королюк            | Бориc сын Евгения                                                |
| Константин Хабенский    | голос за кадром                                                  |

### Ёлки 1914 (2014)
| Актёр                       | Роль                                         |
| --------------------------- | -------------------------------------------- |
| Иван Ургант                 | Борис Ефимович                               |
| Сергей Светлаков            | Евгений Павлович                             |
| Евгения Брик                | Белла                                        |
| Александр Паль              | Иван Филиппов                                |
| Вера Панфилова              | Татьяна                                      |
| Артур Смольянинов           | Пётр Кузнецов                                |
| Екатерина Шпица             | Ксения                                       |
| Владимир Гостюхин           | Алексей Владимирович начальник Петра         |
| Антон Богданов              | Сенька                                       |
| Ян Цапник                   | барин Александр Аркадьевич                   |
| Виктор Вержбицкий           | граф Востриков                               |
| Александр Головин           | Митя                                         |
| Александр Домогаров-младший | Фёдор                                        |
| Галина Стаханова            | Мария Ильинична (баба Маня)                  |
| Анна Хилькевич              | Катя                                         |
| Даниил Изотов               | Гриша                                        |
| Софья Хилькова              | Глаша                                        |
| Ильдар Абдразаков           | Фёдор Шаляпин                                |
| Мария Порошина              | мама Гриши и Глаши                           |
| Константин Хабенский        | офицер, отец Гриши и Глаши / голос за кадром |
| Дато Бахтадзе               | генерал Тархан-Моурави                       |
| Евгений Пронин              | брат Ивана                                   |
| Ирина Архипова              | Антонина                                     |
| Елена Плаксина              | Оля                                          |
| Нина Дворжецкая             | Елена Павловна                               |
| Альберт Филозов             | Василий Григорьевич                          |
| Александра Назарова         | Мария Афанасьевна                            |
| Екатерина Вилкова           | Алина                                        |
| Эммануил Виторган           | Алексей Трофимович                           |
| Татьяна Пискарёва           | Настасья Фроловна                            |
| Александр Курицын           | Лев Афанасьевич                              |
| Александр Половцев          | комендант                                    |
| Александр Баширов           | матрос Железняк                              |
| Сергей Баталов              | Владимир раненый солдат                      |
| Александр Комиссаров        | Серафим                                      |
| Андрей Гусев                | аптекарь                                     |
| Владимир Демидов            | хозяин ателье                                |
| Александр Чернявский        | доктор                                       |

### Ёлки лохматые (2015)
- Айса Энимал Арт — Пират
- Фемми Фатале — Йоко
- Андрей Мерзликин — Лёха, вор
- Ян Цапник — Макар, вор
- Валерия Стреляева — Настя
- Галина Коньшина — бабушка Насти
- Виктор Васильев — администратор отеля для собак
- Андрей Федорцов — водитель автобуса
- Пётр Фёдоров — Коля, отец Насти
- Анна Чиповская — Лена, мама Насти
- Игорь Власов — Чебурек
- Сергей Троев — Банан

### Ёлки 5 (2016)
| Актёр                   | Роль                                      |
| ----------------------- | ----------------------------------------- |
| Иван Ургант             | Борис Воробьёв                            |
| Сергей Светлаков        | Евгений                                   |
| Елена Плаксина          | Оля жена Бориса, мать Бори                |
| Ирина Архипова          | Оля жена Евгения                          |
| Александр Головин       | Димон Фоменко «танкист»                   |
| Александр Домогаров-мл. | Гриша Земляникин «танкист»                |
| Анна Хилькевич          | Леся возлюбленная Димона                  |
| Гоша Куценко            | Андрей Николаевич профессор               |
| Мария Шукшина           | Наташа жена Андрея Николаевича            |
| Кирилл Плетнёв          | Костя                                     |
| Катерина Шпица          | Женя                                      |
| Ян Цапник               | Макар продавец пингвина                   |
| Александр Робак         | Коровин                                   |
| Анастасия Сметанина     | Катя возлюбленная Гриши                   |
| Галина Стаханова        | Баба Маня                                 |
| Ирина Чипиженко         | Татьяна давняя знакомая бабы Мани, лифтёр |
| Юрий Цурило             | начальник платформы                       |
| Баймурат Аллабердиев    | Юсуф дворник                              |
| Адылбек Атыхаев         | Ибрагим дворник                           |
| Виктор Низовой          | полицейский игрок с ником «Бочонок мёда»  |
| Алексей Петренко        | Григорий Павлович Земляникин дядя Бориса  |
| Ирина Алфёрова          | Юлия Снегирёва жена Земляникина           |
| Алина Булынко           | Варя                                      |
| Сергей Походаев         | Вова                                      |
| Михаил Корниенко        | камео                                     |
| Саша Спилберг           | блогер Саша Спилберг камео                |
| ЯнГо                    | блогер Ян Гордиенко камео                 |
| Юлия Пушман             | блогер Юлия Пушман камео                  |
| Карина Каспарянц        | блогер Карина Каспарянц камео             |
| Мари Сенн               | блогер Мари Сенн камео                    |
| Елена Шейдлина          | блогер Елена Шейдлина камео               |
| Валерия Любарская       | блогер Валерия Любарская камео            |
| Амиран Сардаров         | блогер Амиран Сардаров камео              |

### Ёлки новые (2017)
- Константин Хабенский — рассказчик, озвучка
- Иван Ургант — Борис Воробьёв
- Сергей Светлаков — Евгений
- Дмитрий Нагиев — Юрий Семёнович Внуков
- Елена Яковлева — мама Андрея
- Даниил Вахрушев — Андрей, студент-первокурсник
- Юлия Александрова — Марина, беременная Снегурочка
- Геннадий Турантаев — Дед Мороз, брат-близнец Калмурата
- Антон Богданов — Денис Евгеньевич, врач
- Валентина Мазунина — Галя
- Анфиса Чёрных — Катя, медсестра (озвучила Юлия Хлынина)
- Сергей Пускепалис — Виктор Орлов, папа Егора
- Даниил Муравьёв-Изотов — Егор Орлов, мальчик из Хабаровска
- Екатерина Климова — Ксения Ласточкина, телеведущая
- Андрей Бурковский — Игорь, ревнивый жених Ксении
- Алиса Сапегина — Оля, жена Бориса
- Ирина Архипова — Оля, жена Жени
- Имран Челабиев — сын Бори
- Владимир Матвеев — отец Евгения
- Наталья Потапова — мать Евгения
- Матвей Якубов — старший сын Жени
- Александр и Никанор Леконцевы — близнецы
- Андрей Назимов — Кирилл
- Алина Алексеева — Таня
- Таисия Вилкова — Юля
- Владислав Тирон — Лёша Григорьев
- Владислав Ветров — капитан Чеботарёв, отец Гали
- Евгения Лютая — стюардесса
- Илья Костюков — мальчик с пони
- Тамара Спиричева — женщина с козой
- Евгений Романцов — красавчик Лёха
- Вадим Руденко — продавец ёлок
- Борис Дергачёв — пациент с гипсом

### Ёлки последние (2018)
| Актёр                   | Роль                                   |
| ----------------------- | -------------------------------------- |
| Александр Головин       | сноубордист                            |
| Константин Хабенский    | рассказчик озвучка                     |
| Иван Ургант             | Боря                                   |
| Сергей Светлаков        | Женя                                   |
| Дмитрий Нагиев          | дядя Юра                               |
| Вера Брежнева           | камео                                  |
| Елена Яковлева          | мама Андрея                            |
| Юлия Александрова       | Марина                                 |
| Даниил Вахрушев         | Андрей                                 |
| Александр Домогаров мл. | лыжник                                 |
| Юрий Кузнецов           | Евгений Валентинович, отец Дениса      |
| Марк Богатырёв          | Эльдар Комаровский, актёр              |
| Евгений Егоров          | Саша                                   |
| Саша Спилберг           | камео                                  |
| Антон Богданов          | Денис Евгеньевич Прохоров              |
| Валентина Мазунина      | Галя, жена Дениса                      |
| Владимир Матвеев        | отец Жени                              |
| Владислав Ветров        | отец Гали                              |
| Даниил Муравьёв-Изотов  | Егор Орлов                             |
| Андрей Назимов          | Кирилл                                 |
| Таисия Вилкова          | Юлия                                   |
| Владислав Тирон         | Лёша Григорьев                         |
| Алина Алексеева         | Таня                                   |
| Ирина Архипова          | Оля жена Жени                          |
| Наталья Потапова        | мать Жени                              |
| Галина Стаханова        | Мария Ильинична (Баба Маня)            |
| Екатерина Агеева        | Ира, продавец из привокзального киоска |
| Антон Филипенко         | дальнобойщик                           |
| Владимир Стержаков      | начальник поезда                       |
| Дарья Руденок           |                                        |
| Наталья Бочкарёва       | Эльза менеджер кафе                    |
| Артём Орлов             |                                        |
| Леонид Горячев          | кассир в МакДональдсе                  |
| Матвей Якубов           | Боря старший сын Жени                  |
| Владимир Меньшов        | Валерий Михайлович Гаврилов            |
| Павел Баршак            | Ерхов                                  |
| Мария Порошина          | Юлия Михайловна                        |
| Катерина Шпица          | Женя                                   |
| Пётр Фёдоров            | Николай Кравчук                        |
| Валерия Стреляева       | Анастасия Кравчук                      |
| Сергей Походаев         | Вова                                   |
| Алина Булынко           | Варя                                   |
| Виктор Вержбицкий       | Игорь Борисович Воробьёв               |
| Александр Робак         | Коровин                                |
| Никита Пресняков        | Паша Бондарев                          |

### Ёлки 8 (2021)
Константин Хабенский — рассказчик
Новелла «Снежная любовь»
- Режиссёр-постановщик: Александра Лупашко
- Авторы сценария: Евгений Кулик, Дмитрий Балуев
- Оператор-постановщик: Антон Миронович
- Художник-постановщик: Алексей Ашарин

| Актёр              | Роль                                |
| ------------------ | ----------------------------------- |
| Евгений Кулик      | Федя, геймер из Екатеринбурга / Орк |
| Татьяна Орлова     | мама Феди                           |
| Виктория Агалакова | Люся, девушка Феди                  |
| Екатерина Шумакова | Лена, подруга Люси                  |
| Олег Гаас          | Жора, бывший парень Люси            |
| Глеб Бочков        | Приколист                           |
| Ксения Радченко    | Гостья                              |
| Екатерина Десятова | Гостья                              |
| Роман Лифанов      | Эльф                                |

Новелла «Звёзды сошлись»
- Режиссёр-постановщик:* Варвара Маценова
- Автор сценария: Иван Петухов
- Оператор-постановщик: Андрей Горецкий
- Художник-постановщик: Виктория Сорокина

| Актёр              | Роль                               |
| ------------------ | ---------------------------------- |
| Анна Ивина         | Глаша, девочка из детской хирургии |
| Дарья Мороз        | мама Глаши                         |
| Виктор Добронравов | папа Глаши                         |
| Дмитрий Калихов    | Витя, мальчик из хирургии          |
| Антон Богданов     | папа Вити                          |
| Дмитрий Рудков     | охранник                           |

Новелла «Новогодний старт-ап»
- Режиссёр-постановщик: Антон Богданов
- Автор сценария: Михаил Шулятьев
- Оператор-постановщик: Олег Лукичёв
- Художник-постановщик: Анастасия Ищенко

| Актёр                  | Роль                                 |
| ---------------------- | ------------------------------------ |
| Дарья Коныжева         | Оксана («Окси»), айтишник из Перми   |
| Микита Воронов         | Артём, девелопер, бывший парень Окси |
| Александр Золотовицкий | Ильдус, девелопер                    |
| Александр Николаев     | Лео, девелопер                       |
| Егор Петров            | Юджин                                |
| Анастасия Плоскова     | блондинка                            |
| Алан Дэнгоев           | охранник                             |
| Андрей Буканков        | прохожий                             |

Новелла «В городе счастливых людей»
- Режиссёр-постановщик: Яков Юровицкий
- Авторы сценария: Алексей Южаков, Михаил Артемьев, Иван Петухов
- Оператор-постановщик: Дмитрий Борзыкин
- Художник-постановщик: Ада Разумова

| Актёр                | Роль                         |
| -------------------- | ---------------------------- |
| Софья Присс          | Юля, ивентор из Тюмени       |
| Елена Валюшкина      | мама Юли                     |
| Илья Семёнов         | папа Юли                     |
| Никита Тарасов       | организатор                  |
| Стас Старовойтов     | камео                        |
| Ольга Бузова         | камео                        |
| Елена Нащёкина       | Маргарита                    |
| Сергей Рубашкин      | таксист                      |
| Денис Рекало         | промоутер                    |
| Дарья Букарова       | массажистка                  |
| Сергей Евдокимов     | банщик                       |
| Тимур Абитов         | экскурсовод                  |
| Михаил Матвеев       | мужчина в горячих источниках |
| Елизавета Романова   | кассир                       |
| Александр Рожковский | молодой парень               |
| Михаил Люфанов       | водитель такси               |

Новелла «Как в Лапландии»
- Режиссёр-постановщик: Василий Зоркий
- Авторы сценария: Василий Зоркий, Полина Веденяпина
- Оператор-постановщик: Евгения Абдель-Фаттах

| Актёр            | Роль                           |
| ---------------- | ------------------------------ |
| Никита Ефремов   | Пётр, ивентор из Москвы        |
| Александр Робак  | Орехов, бизнесмен из Уфы       |
| Анна Чиповская   | Ксения, жена бизнесмена из Уфы |
| Полина Пушкарук  | Алиса, ивентор из Уфы          |
| Артём Шевченко   | Тёма                           |
| Арина Маракулина | Маша                           |
| Константин Ивлев | шеф-повар                      |
| Филипп Киркоров  | охранник ЧОПа                  |

Новелла «Dead Moroz»
- Режиссёр-постановщик: Варвара Маценова
- Автор сценария: Василий Зоркий
- Оператор-постановщик: Антон Дроздов-Счастливцев
- Художник-постановщик: Денис Бауэр

| Актёр                 | Роль                              |
| --------------------- | --------------------------------- |
| Сергей Светлаков      | Евгений                           |
| Ирина Архипова        | Оля, жена Евгения                 |
| Арсений Тур           | Боря, сын Евгения                 |
| Варвара Майорова      | Зоя («Заря»), дочь Евгения        |
| Иван Ургант           | Борис                             |
| Алиса Сапегина        | Оля, жена Бориса                  |
| Имран Челабиев        | Боря, сын Бориса                  |
| Антон Морозов         | Дед Мороз                         |
| Галина Анисимова      | Лида, соседка Евгения             |
| Мохамед Абдель Фаттах | Елизар, потомственный ясновидящий |
| Сергей Бубнов         | Толик, шаман                      |
| Вячеслав Евлантьев    | Сухов, участковый                 |
| Мария Смольникова     | Снегурочка                        |

### Ёлки 9 (2022)
| Актёр               | Роль               |
| ------------------- | ------------------ |
| Ян Цапник           | Адвокат            |
| Фёдор Добронравов   | Василий            |
| Алексей Серебряков  | Валера             |
| Виктория Агалакова  | Люся, девушка Феди |
| Евгений Кулик       | Федя               |
| Григорий Калинин    | Торин              |
| Елена Захарова      | Мама Люси          |
| Ростислав Бершауэр  | Папа Люси          |
| Валерия Человечкова | Лиза               |
| Михаил Орлов        | Миша               |
| Наталия Валькович   | женщина с караваем |
| Андрей Никульский   | родственник Бугра  |
| Елена Валюшкина     | Лариса             |
| Александр Баширов   | Бугор              |
| Софья Присс         | Дочь               |
| Влад Прохоров       | Виталик            |
| Александра Розанова | Катя               |
| Тимофей Меренков    | Сын Василия        |
| Юлия Ткач           | Валя               |
| Антон Шаврин        | Парень из кафе     |
| Максим Литовченко   | Почтальон          |
|                     |                    |

### Ёлки 10 (2023)
| Актёр                | Роль               |
| -------------------- | ------------------ |
| Елена Валюшкина      | Лариса             |
| Галина Польских      | Тамара             |
| Юрий Кузнецов        | Петрович           |
| Борис Щербаков       | Геннадич           |
| Регина Тодоренко     | Мама Савелия       |
| Егор Корешков        | Папа Савелия       |
| Филипп Киркоров      | в роли самого себя |
| Бедрос Киркоров      | в роли самого себя |
| Виталий Кищенко      | Валера             |
| Ольга Дибцова        | Алёна              |
| Александр Баширов    | Бугор              |
| Эльдар Калимулин     | Вадик              |
| Софья Присс          | Дочь               |
| Даня Киселёв         | Кирилл             |
| Фёдор Добронравов    | Василий            |
| Ян Цапник            | Адвокат            |
| Алексей Серебряков   | Валера             |
| Александр Головин    | Димон              |
| Константин Хабенский | рассказчик         |
| Айдар Гараев         | Руслан             |

### Ёлки 11 (2024)
- Дмитрий Нагиев — дядя Юра;
- Рузиль Минекаев — Дамир Соктоев;
- Мария Раскина — Золушка из одноимённой новеллы;
- Кристина Бабушкина — мачеха Золушки / Лариса;
- Бурак Озчивит — камео;
- Михаил Трухин — Волков
- Антон Васильев — Павел
- Ирина Пегова — Катя
- Виктор Хориняк — Рома
- Андрей Рожков — Виталий
- Валентина Мазунина — Галя
- Надежда Маркина — баба Валя
- Александр Михайлов — дед Миша
- Павел Ворожцов — Лёня
- Таисья Калинина — Соня
- Анатолий Журавлёв — Петров
- Алёна Долголенко — Лена
- Алиса Клагиш — Варя
- Никита Родионов — Костя
- Даниил Родионов — Денис
- Дмитрий Колчин — Хозяин
- Дмитрий Белоцерковский — Вадим
- Вячеслав Евлантьев — Виктор
- Сергей Бурунов — рассказчик, озвучка

### Ёлки 12 (2025)
- Дмитрий Нагиев — дядя Юра;
- Рузиль Минекаев — Дамир Соктоев;
- Андрей Рожков —
- Надежда Маркина —
- Ольга Картункова —
- Андрей Максимов —
- Борис Дергачев —
- Константин Белошапка —
- Тина Стойилкович —
- Юлия Топольницкая —
- Дмитрий Журавлев —
- Мария Камова —
- Константин Каримов — Ваня
- Сергей Тупогуз — полицейский
- Николай Евстафьев —

## Приём

### Кассовые сборы
| Фильм          | Дата выхода      | Бюджет фильма                      | Кассовые сборы | Кассовые сборы | Кассовые сборы    | Источник |
| Фильм          | Дата выхода      | [ 17 ] [ 18 ] [ 19 ] [ 20 ] [ 21 ] | Россия         | Другие страны  | Весь мир          | Источник |
| -------------- | ---------------- | ---------------------------------- | -------------- | -------------- | ----------------- | -------- |
| Ёлки           | Декабрь 13, 2010 | 170 000 000 руб                    | $22 772 019    | $2 258 245     | 701 000 000 руб   | [ 22 ]   |
| Ёлки 2         | Декабрь 16, 2011 | 170 000 000 руб                    | $26 231 525    | $2 487 477     | 780 000 000 руб   | [ 23 ]   |
| Ёлки 3         | Декабрь 26, 2013 | 165 000 000 руб                    | $38 067 427    | $2 199 941     | 1 254 000 000 руб | [ 24 ]   |
| Ёлки 1914      | Декабрь 25, 2014 | 150 000 000 руб                    | $11 409 949    | $1 438 174     | 704 000 000 руб   | [ 25 ]   |
| Ёлки лохматые  | Январь 29, 2015  | 60 000 000 руб                     | $2 029 054     | $281 825       | 138 000 000 руб   | [ 26 ]   |
| Ёлки 5         | Декабрь 22, 2016 | 150 000 000 руб                    | $13 707 638    | $8 812         | 778 000 000 руб   | [ 27 ]   |
| Ёлки новые     | Декабрь 21, 2017 | 190 000 000 руб                    | $15 735 317    | $384 136       | 910 000 000 руб   | [ 28 ]   |
| Ёлки последние | Декабрь 27, 2018 | 230 000 000 руб                    | $11 365 627    | $132 738       | 730 000 000 руб   | [ 29 ]   |
| Ёлки 8         | Декабрь 16, 2021 | 160 000 000 руб                    | $943 911       | $47 780        | 70 500 000 руб    | [ 30 ]   |
| Ёлки 9         | Декабрь 1, 2022  | 135 000 000 руб                    | $8 200 000     | $710 000       | 585 000 000 руб   | [ 31 ]   |
| Ёлки 10        | Декабрь 7, 2023  | 150 000 000 руб                    | $4 068 290     | $122 000       | 381 000 000 руб   | [ 32 ]   |
| Ёлки 11        | Декабрь 19, 2024 | 140 000 000 руб                    | $12 223 686    | $466 238       | 1 216 000 000 руб | [ 33 ]   |
| Ёлки 12        | Декабрь 18, 2025 | 155 000 000 руб                    |                |                |                   | [ 34 ]   |
| Итог           | Итог             | 2 025 000 000 руб                  | $166 837 413   | $10 537 476    | 8 247 000 000 руб |          |

Несмотря на отдельные неудачи («Ёлки лохматые», «Ёлки 8»), серия стабильно приносит прибыли своим создателям. Самые удачные проекты франшизы — первые три фильма и «Ёлки 11», каждый из которых многократно превысил бюджеты. Средняя окупаемость составляет около трёхкратного возврата вложений. Финансовый успех проекта позволяет говорить о нём как о коммерчески успешной киносерии.
- Фильмы франшизы «Ёлки», начавшиеся в декабре 2010 года, стали одной из наиболее успешных российских новогодних киносерий. Первый фильм вышел 13 декабря 2010 года с бюджетом ₽170 миллионов ($5,65 миллиона), собрав в российском прокате $22,77 миллиона и ещё $2,26 миллиона международных сборов, в результате мировых сборов достигнув отметки в $25,03 миллиона. Таким образом, первый фильм окупился примерно в пять раз.
- Продолжение, «Ёлки 2», выпущенное 16 декабря 2011 года, также имело бюджет ₽170 миллионов ($5,65 миллиона), но значительно превзошло предыдущий успех, заработав в российском прокате $26,23 миллиона и международные сборы в размере $2,49 миллиона, общая сумма составила $28,72 миллиона, практически пятикратно окупив вложенный капитал.
- Третья часть, «Ёлки 3», вышедшая 26 декабря 2013 года, стала самой успешной частью всей серии. Её бюджет составил ₽165 миллионов ($5,5 миллиона), российский бокс-офис вырос до впечатляющих $38,07 миллиона, плюс дополнительные $2,2 миллиона зарубежных сборов, доведя мировые доходы до $40,27 миллиона. Это позволило фильму вернуть средства инвесторов более чем в семь раз.
- Четвёртая картина, «Ёлки 1914», появившаяся в кинотеатрах 25 декабря 2014 года, была сделана за ₽150 миллионов ($5 миллионов). Хотя её российские сборы составили $11,41 миллиона, а зарубежные — $1,44 миллиона, общие сборы в сумме $12,85 миллиона оказались ниже предыдущих проектов, однако всё же покрывали затраты.
- Следующий фильм, анимационная лента «Ёлки лохматые», вышла позже остальных, 29 января 2015 года, и оказалась настоящей катастрофой для продюсеров. Бюджет фильма составлял всего ₽60 миллионов ($2 миллиона), однако российский бокс-офис принёс лишь $2,03 миллиона, а международные сборы добавили жалких $0,28 миллиона, общее количество мировых сборов составило $2,31 миллиона, таким образом, даже не оправдав скромные инвестиции[35].
- Шестая серия, «Ёлки 5», представленная зрителям 22 декабря 2016 года, имела тот же бюджет ₽150 миллионов ($5 миллионов), как и четвёртый фильм. Российские зрители принесли создателям около $13,71 миллиона, вместе с международным сбором в $0,01 миллиона общий доход составил $13,72 миллиона, слегка превысив бюджет фильма.
- Фильм «Ёлки новые», премьера которого состоялась 21 декабря 2017 года, имел увеличенный бюджет ₽190 миллионов ($6,3 миллиона). Несмотря на рост расходов, российское кассовое пространство вновь проявило себя, собрав $15,74 миллиона, международное дополнение составило $0,38 миллиона, итоговая цифра достигла $16,12 миллиона, заняв вторую позицию по прибыльности среди всех картин цикла.
- Седьмая основная работа серии, «Ёлки последние», увиденная зрителями 27 декабря 2018 года, стоила ₽230 миллионов ($7,64 миллиона). Российская касса показала снижение до $11,37 миллиона, международный рынок добавил $0,13 миллиона, финальная сумма собралась в районе $11,50 миллиона, обеспечив двойную окупаемость вложений.
- Восьмой фильм вышел в ограниченный прокат в кинотеатрах 16 декабря 2021 года, 30 декабря 2021 года восьмая часть вышла на ivi. Из-за этого последовал «Ёлок 8». Картина с бюджетом ₽160 миллионов ($5,32 миллиона) собрала всего $0,94 миллиона в России и ничтожные $0,05 миллиона на международном рынке, суммарно достигнув уровня в $0,99 миллиона, потеряв большую часть инвестиций.
- Из-за критики восьмого фильма франшизы девятый фильм был выстроен как самостоятельное продолжение. Комедия «Ёлки 9» при выходе стала лидером кинопроката в России и СНГ в уикенд. Фильм собрал 124 млн руб., сообщил kinobusiness.com[36]. Девятая часть новогодней серии фильмов «Ёлки» не уступила место лидера отечественного кинопроката по итогам минувших выходных. Об этом свидетельствуют данные «Бюллетени кинопрокатчика»[37]. За субботу и воскресенье, 10 и 11 декабря, кинокартина собрала ещё около 103 миллионов рублей. Девятая часть имела бюджет ₽135 миллионов ($4,5 миллиона). Однако этот фильм смог исправить ситуацию, добившись российского сбора в $8,2 миллиона и международного результата в $0,71 миллиона, финишировав с общими мировыми сборами в $8,91 миллиона, возвратив инвесторам ровно двукратный размер затрат[38].
- Альманах «Ёлки 10» освоил на старте 111,53 миллиона рублей при средней посещаемости 15 человек в зале на каждом сеансе[39]. Спустя 2 недели, десятые «Ёлки», побыв два уикенда подряд серебряными призёрами, встали на третье место, а «Тёща» и вовсе вышла из тройки лидеров, опустившись на четвёртое место. «Ёлки 10» снова разочаровала зрителей и прокатчиков. Имея бюджет ₽150 миллионов ($4,98 миллиона), фильм собрал в России $4,07 миллиона и мизерный международный показатель в $0,12 миллиона, мировая выручка остановилась на отметке $4,19 миллиона, едва покрыла производственные издержки[40].
- Картина «Ёлки 11» вышла в ограниченный прокат за неделю до выпуска, за который заработала более 46 миллионов рублей. За первый день фильм довёл сумму кассовых сборов до 65 миллионов рублей. На 21 декабря фильм заработал 122 108 511 рублей. По второму итогу уикенда лента может претендовать на 230 млн. «Ёлки 11» сумела стать настоящим хитом. Снятая за ₽140 миллионов ($4,66 миллиона), она привлекла внимание россиян, собрав $12,22 миллиона внутри страны и дополнительно $0,47 миллиона за рубежом, мировые сборы достигли суммы $12,69 миллиона, продемонстрировав трёхкратную окупаемость и поставив новый рекорд по прибыли среди всей франшизы[41][42][43].

### Критический приём
| Фильм          | Кинопоиск            | iMDb                 | Отзовик | Критиканство      |      |                  |
| -------------- | -------------------- | -------------------- | ------- | ----------------- | ---- | ---------------- |
| Фильм          | Ёлки                 | 6.9 (201 000 оценок) | Отзовик | 6.2 (3400 оценок) | 91 % | 67 (30 рецензий) |
| Ёлки 2         | 7.0 (144 000 оценок) | 6.2 (2500 оценок)    | 97 %    | 61 (21 рецензия)  |      |                  |
| Ёлки 3         | 6.5 (104 000 оценок) | 5.3 (1600 оценок)    | 90 %    | 56 (28 рецензий)  |      |                  |
| Ёлки 1914      | 5.7 (61 000 оценок)  | 4.6 (1100 оценок)    | 83 %    | 60 (23 рецензии)  |      |                  |
| Ёлки лохматые  | 5.1 (37 000 оценок)  | 4.4 (283 оценки)     | 83 %    | 69 (9 рецензий)   |      |                  |
| Ёлки 5         | 4.9 (71 000 оценки)  | 3.6 (784 оценки)     | 70 %    | 45 (14 рецензий)  |      |                  |
| Ёлки новые     | 5.8 (53 000 оценки)  | 4.3 (684 оценок)     | 75 %    | 61 (19 рецензий)  |      |                  |
| Ёлки последние | 5.8 (45 000 оценок)  | 4.2 (479 оценок)     | 70 %    | 51 (22 рецензии)  |      |                  |
| Ёлки 8         | 3.4 (26 000 оценок)  | 3.0 (309 оценок)     | 39 %    | 40 (5 рецензий)   |      |                  |
| Ёлки 9         | 5.1 (29 000 оценок)  | 3.4 (268 оценки)     | 43 %    | 62 (4 рецензии)   |      |                  |
| Ёлки 10        | 4.7 (18 000 оценок)  | 3.1 (164 оценка)     | 51 %    | 42 (4 рецензии)   |      |                  |
| Ёлки 11        | 6.6 (23 000 оценки)  | 4.7 (23 оценки)      | 86 %    | 26 (3 рецензии)   |      |                  |
| Ёлки 12        |                      |                      |         |                   |      |                  |

Франшиза «Ёлки» вызывает самые разнообразные отклики среди зрителей и критиков. Одни ценят новогоднее настроение, веселые ситуации и знакомые лица любимых актеров, другие отмечают постепенную деградацию качества сценария, повторяемость и потерю оригинального стиля. Первые три части собрали преимущественно положительные отзывы, последующие выпуски начали вызывать заметное охлаждение интереса и критику.
Опрос популярности на различных ресурсах показывает устойчивый тренд снижения рейтингов с каждым следующим фильмом, особенно начиная с четвёртой части. Средняя оценка первой части на Кинопоиске составляет 6.9 балла, вторая получает 7.0 баллов, третья опускается до 6.5, четвертая — до 5.7, а восьмая часть («Ёлки 8») имеет средний балл всего 3.4. Последующие проекты продолжают демонстрировать низкие рейтинги, вызывая все меньше энтузиазма у поклонников.
Несмотря на наличие знаменитых имен и узнаваемых лиц, эксперты отмечают ослабление общей драматургической линии, использование одних и тех же приемов и штампов, что создает эффект пресыщенности. Некоторые зрители указывают на стремление создать скорее коммерчески выгодный продукт, нежели полноценное художественное произведение, теряя истинный смысл праздника и искреннюю эмоциональную вовлеченность зрителя.
Однако отдельные моменты отдельных фильмов находят поддержку: например, образованная стилистическая атмосфера и яркие персонажи ранних выпусков привлекают определенную категорию любителей жанра семейной комедии. Например, участие популярных телеведущих и музыкантов придает сериям особую привлекательность для широкой аудитории.
Отдельные аспекты вызывают смешанное отношение: зачастую сцены любви и дружбы оказываются клишированными, игровые элементы выглядят искусственными, да и общий уровень юмора оставляет желать лучшего.
- Первая часть получила в среднем положительные оценки. Рейтинг на Кинопоиске — 6.9, на IMDB — 6.2. Большинство зрителей отмечали приятную атмосферу, интересную игру актёров и оригинальный сюжет. Этот фильм стал началом популярной серии, закрепившей традицию смотреть новогодние комедии в канун праздников.
- Оценки второй части остались высокими, средняя оценка на Кинопоиске — 7.0, на IMDB — 6.2. Вторую часть отличают интересные повороты сюжета, качественная игра основных актеров и развитие антуража. Отличительной чертой остается сохранение новогодней атмосферы и оригинальные диалоги.
- Средняя оценка третьей части снижается до 6.5 на Кинопоиске и 5.3 на IMDB. Несмотря на приятные эпизоды и знаменитостей, участвующих в проекте, акцент сделан на сохранении формата, а не поиске свежих решений. Наряду с падением интереса, третий фильм сохраняет значительную группу фанатов.
- Ёлки 1914 заметно отличается от предыдущих своей исторической тематикой. Средний балл на Кинопоиске падает до 5.7, на IMDB — до 4.6. Основной претензией зрителей становится низкая динамика сюжета и слабая связь с оригиналом. Отдельные актерские выступления и декорации периода русской революции создают контраст.
- Ёлки лохматые получили смешанные рецензии российских кинокритиков. Семейная комедия с животными набирает среднюю оценку 5.1 на Кинопоиске и 4.4 на IMDB. Фильм делится смешанными реакциями: одни приветствуют знакомство детей с миром животных, другие видят подражание западным аналогам вроде «Один дома».
- Пятый фильм был негативно встречен зрителями, раскритиковавшими сюжет и игру, хотя действия и игра Урганта и Светлакова получили высокую оценку[68]. Рейтинги снижаются существенно: среднее значение на Кинопоиске — 4.9, на IMDB — 3.6. Недостаточная драматическая глубина и посредственная игра многих участников делают пятый фильм наименее популярным в цикле.
- Ёлки новые были встречены зрителями и критиками смешано. Шестой эпизод приносит новую попытку освежить серию, но рейтинги остаются невысокими: 5.8 на Кинопоиске и 4.3 на IMDB. Положительно оценивают специфические шутки и свежие актерские дуэты, однако общим мнением остается усталость от однообразия[69][70].
- Ёлки последние получили смешанные отзывы, которые были ниже предыдущего фильма. Этап завершения серии выглядит слабо: средний рейтинг на Кинопоиске достигает 5.8, на IMDB — 4.2. Часть зрителей критикует смену акцентов и ухудшение драматургии, считая заключительный эпизод неудачным экспериментом.
- Ёлки 8 получили крайне негативные отзывы от зрителей. Наблюдается резкий спад рейтинга: на Кинопоиске он упал до 3.4, на IMDB — до 3.0. Общая критика направлена на неумелый подбор актеров, плохую операторскую работу и полное отсутствие свежести идей.
- В начале 2022 года стало известно, что 1 декабря 2022 года выйдет девятая часть франшизы, получившая название Ёлки 9[71][72], а в октябре и ноябре 22-го года фильм получил тизер-трейлер и официальный трейлер, которые зрители приняли очень холодно[73][74]. Сам же фильм критики приняли неоднозначно из-за сюжета и наигранности актёров, однако юмор, качество съёмки и игра Фёдора Добронравова получили похвалу. Заметно улучшение показателей, в частности на Кинопоиске средняя оценка поднялась до 5.1, на IMDB — 3.4. Причина улучшения заключается в возвращении к традиционным мотивам и атмосфере первой части.
- Фильм «Ёлки 10» вызвал негативные реакции у критиков и зрителей. Критики отметили потерю духа и атмосферы первых частей франшизы, а зрители выразили недовольство слишком частым выходом новых фильмов и недостатком оригинальности в сюжете[75][76]. По данным сайта Кинопоиска, рейтинг остался низким — 4.7, на IMDB — 3.1. Возвращение к классическим элементам не спасает картину от чувства вторичности и исчерпанности темы.
- Фильм «Ёлки 11» получил смешанные отзывы критиков и зрителей, которые признали фильм превосходящим многие предыдущие части[77]. Во время премьеры в Москве, появление Бурака Озчивита в одном из эпизодов стало дополнительным поводом для обсуждений. Многие пользователи в социальных сетях выразили желание увидеть фильм только ради участия турецкого актёра[78]. Возврат к старым персонажам и обновленная подача позволяют достичь определенных успехов, правда, в ограниченном масштабе.

## Другие СМИ

### Международные ёлки
В 2018 году Тимур Бекмамбетов заявил, что скоро выйдет фильм «Международные ёлки», однако спустя время проект заморозили.
«Развивается такой проект — „Международные елки“», — сказал Бекмамбетов в среду на пресс-показе «Ёлок последних». Он добавил, что над будущим фильмом будут работать продюсеры из разных стран, в частности, из Мексики и Польши.

### Читай ёлки. Рассказы о новогодних чудесах от любимых героев
Настроение праздника в сотне страниц с искренними интервью актёров и съёмочной группы киносерии «Ёлки», все части которой уже успели посмотреть несколько десятков миллионов зрителей! Даже если читать эту книгу летом, можно уловить запах еловых веток и мандаринов, оливье и бенгальских огней. Нужно просто очень верить! Иван Ургант, Сергей Светлаков, Тимур Бекмамбетов, Мария Шукшина и многие другие актёры «ёлочных» фильмов делятся самыми яркими эмоциями от съёмок и рассказывают свои любимые праздничные истории, а зрители киносерии добавляют праздника своими зарисовками о новогодних чудесах! Добро пожаловать во вселенную «Ёлок»!.

### Ёлки (сериал)
«Телеканал „СТС“ снимет сериал под брендом франшизы „Ёлки“, премьера планируется в конце 2019 года», — сообщил Бекмамбетов. «Сейчас проходят съёмки сериала „Ёлки“, который выйдет на телевидении к следующему Новому году», — отметил он. Режиссёр уточнил, что производством занимается телеканал «СТС», проект расскажет «о жизни людей, готовящихся встретить Новый год».
По словам режиссёра, в съёмках примут участие новые актёры, а главной героиней в сериале станет молодая девушка. Съёмки сериала так и не были окончены из-за выхода «Ёлки 8».

### Ёлки. ТВ
«Ёлки. ТВ» — бывший российский новогодний телеканал, вещающий в высокой чёткости, исключительно для абонентов оператора «Триколор», который начал вещание 10 декабря 2018 года. Прекратил вещание в 2019 году. Был сезонным каналом.